# Ermessensausgaben
Ermessensausgaben (englisch Discretionary Spending) ist eine Kategorie von Staatsausgaben, die nach sachpolitischen Präferenzen verwendet werden können und nicht bereits aufgrund einer vorbestehenden rechtlichen Verpflichtung erfolgt. Ermessensausgaben sind optional und stehen damit im Gegensatz zu Pflichtausgaben, die durch vorbestehende Gesetze verpflichtend sind.
In den Vereinigten Staaten bezieht sich Discretionary Spending auf Ausgaben, die jährlich durch den Kongress bewilligt werden. Normalerweise werden diese Ausgaben durch ein separates Gesetz autorisiert, welches als Appropriation Bill bezeichnet wird. Die Verwendung der bewilligten Mittel wird dabei im Appropriation Bill festgelegt. Ausgaben, die durch bereits existierende Gesetze als verpflichtend festgelegt wurden, werden als Mandatory Spending bezeichnet. Etwa ein Drittel des Bundeshaushalts der Vereinigten Staaten fällt unter den Bereich des Discretionary Spending.
Im Jahr 2012 sah der Haushaltsplan der Vereinigten Staaten 1,3 Billionen US-Dollar für das Discretionary Spending vor, wobei das Verteidigungsministerium der Vereinigten Staaten mit 683 Milliarden US-Dollar den größten Anteil beanspruchte.
Im EU-Haushalt werden diejenigen Ausgaben, die nicht im Zusammenhang mit internationalen Verträgen oder EU-Verträgen stehen als nicht-obligatorische Ausgaben bezeichnet.